# فرانسيس ديكوه
فرانسيس ديكوه (بالإنجليزية: Francis Dickoh)‏ (13 ديسمبر 1982 كوبنهاغن الدنمارك - ) هو لاعب كرة قدم غاني، يلعب كمدافع.

## وصلات خارجية
فرانسيس ديكوه على موقع الاتحاد الدولي (مؤرشف)  (الإنجليزية)
- فرانسيس ديكوه على موقع قاعدة بيانات كرة القدم.إي يو (الإنجليزية)
- فرانسيس ديكوه على موقع ناشيونال فوتبول تيمز (الإنجليزية)
- فرانسيس ديكوه على موقع Soccerbase.com (لاعب) (الإنجليزية)
- فرانسيس ديكوه على موقع Soccerway.com (الإنجليزية)
- فرانسيس ديكوه على موقع عالم كرة القدم.نت (الإنجليزية)
- فرانسيس ديكوه على موقع AS.com (الإسبانية)